# Marquinhos (Fußballspieler, 1966)
Marco Antônio da Silva (* 9. Mai 1966 in Belo Horizonte) ist ein ehemaliger brasilianischer Fußballspieler.

## Karriere

### Verein
Marquinhos begann seine Karriere bei Atlético Mineiro, wo er von 1986 bis 1991 spielte. 1992 folgte dann der Wechsel zu Internacional Porto Alegre. 1994 folgte dann der Wechsel zu Cerezo Osaka. Er trug 1994 zum Gewinn der Japan Football League (2. Liga) bei. 1997 folgte dann der Wechsel zu América Mineiro. 1998 beendete er seine Spielerkarriere.

### Nationalmannschaft
Im Jahr 1990 debütierte Marquinhos für die brasilianische Fußballnationalmannschaft.